# Fontgombault
Fontgombault ist eine kleine westfranzösische Gemeinde mit 262 Einwohnern (Stand 1. Januar 2022) im Département Indre in der Region Centre-Val de Loire.

## Lage
Fontgombault liegt ca. 94 Meter ü. d. M. auf der rechten, d. h. nordöstlichen Seite des Flusses Creuse und etwa 58 Kilometer (Fahrtstrecke) in östlicher Richtung von Poitiers entfernt in der waldreichen und hügeligen Landschaft des Haut-Poitou. Die sehenswerten Orte Saint-Savin-sur-Gartempe und Chauvigny sowie das Schloss Touffou liegen jeweils nur wenige Kilometer entfernt.

## Bevölkerungsentwicklung
| Jahr      | 1968 | 1975 | 1982 | 1990 | 1999 | 2007 | 2018 |
| Einwohner | 324  | 310  | 267  | 310  | 283  | 269  | 249  |

Bei der ersten Volkszählung in Frankreich im Jahre 1793 hatte der Ort 495 Einwohner; im Jahr 1876 waren es gar 813 Einwohner.

## Wirtschaft
Die Umgebung des Ortes ist seit Jahrhunderten von der Land- und Forstwirtschaft geprägt. Wegen der nahegelegenen Abtei und der reizvollen Umgebung spielt seit den 1970er Jahren auch der Tourismus in Form von Cafés bzw. Restaurants und der Vermietung von Ferienwohnungen (gîtes) eine gewisse Rolle im Wirtschaftsleben des Ortes.

## Geschichte
Bereits in prähistorischer Zeit war die Gegend – zumindest zeitweise – besiedelt, denn in der näheren Umgebung des Orts wurde eine große Zahl von Steinwerkzeugen gefunden. Aus gallorömischer Zeit stammen etliche Münzen und andere Fundstücke vom Gelände der späteren Abtei, was es wahrscheinlich macht, dass hier ehemals ein Gutshof (villa rustica) gestanden hat. Seit dem Mittelalter ist die Geschichte des Ortes eng verbunden mit der im Jahr 1091 gegründeten Benediktinerabtei, die stets Bedarf an Arbeitskräften (Tagelöhner und Handwerker) hatte.

## Sehenswürdigkeiten

### Abtei Notre-Dame
Am Ufer der Creuse steht die im 11. Jahrhundert gegründete Abtei Fontgombault, die seit 1945 wieder mit Benediktinern besetzt ist. Gründer war der Mönch und erste Abt des Klosters, Pierre de l’Étoile. 

Der Grundriss ist eine Basilika in Kreuzform mit Querschiff und großem, fünf Kapellen enthaltenden Chorbau. Im Laufe der Jahrhunderte wurde das Bauwerk wiederholt beschädigt und im 19. Jahrhundert restauriert. Erhalten blieben das reich verzierte Portal und der mächtige Chor. Von den Klostergebäuden ist noch ein Kreuzgang und ein Refektorium (beide aus dem 15. Jahrhundert) vorhanden.

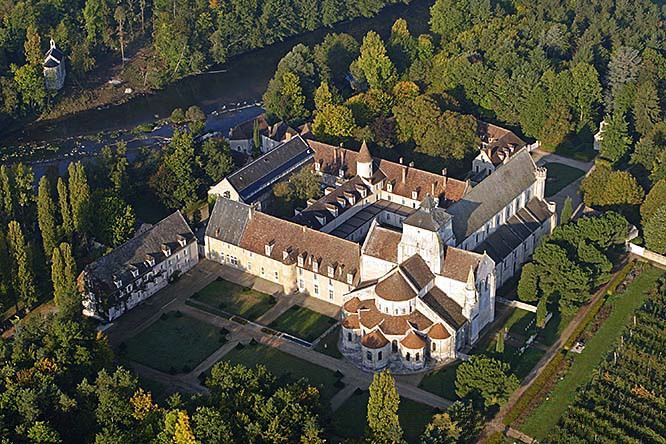
Abtei Notre-Dame, Übersicht
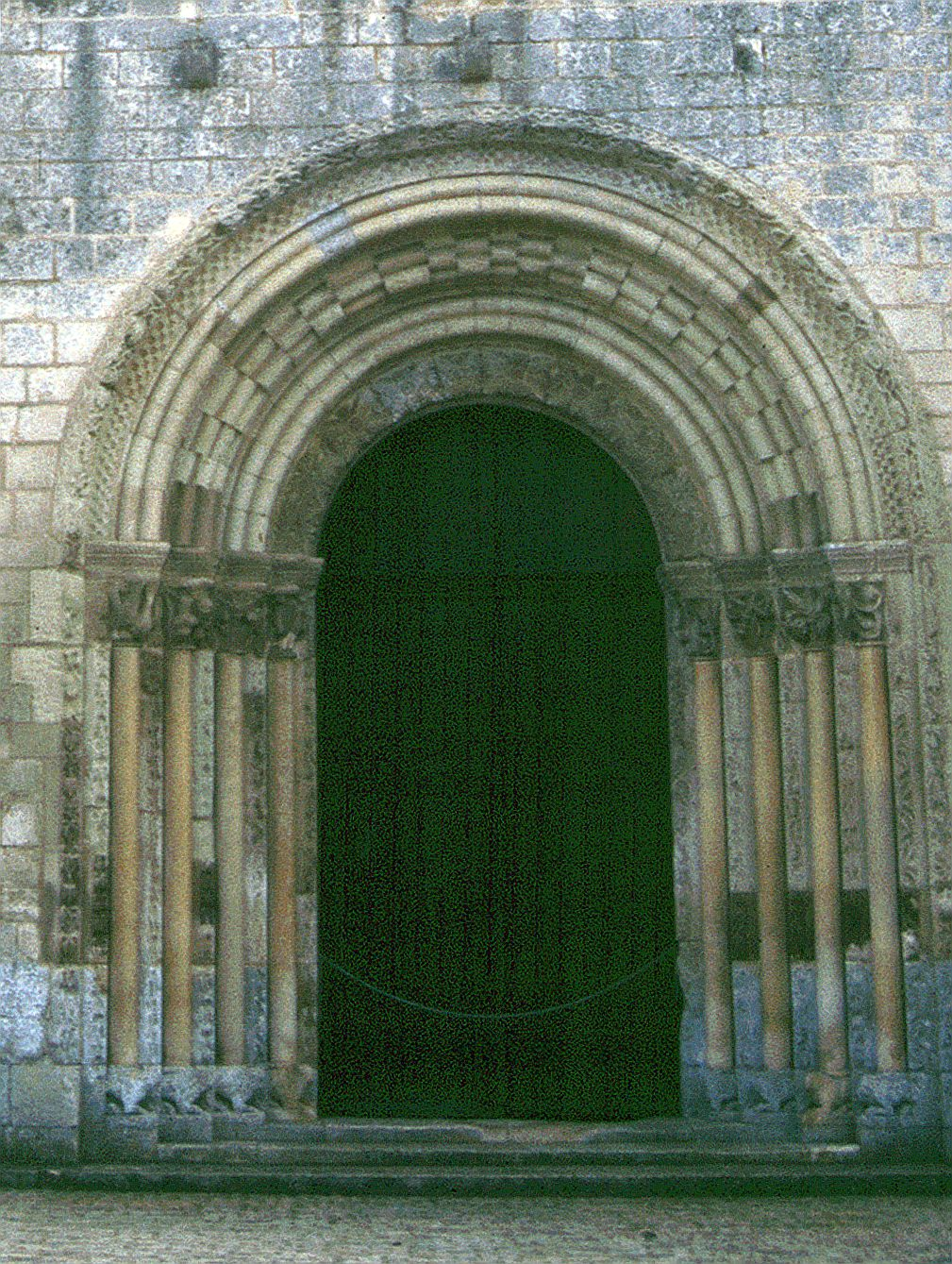
Portal der Kirche
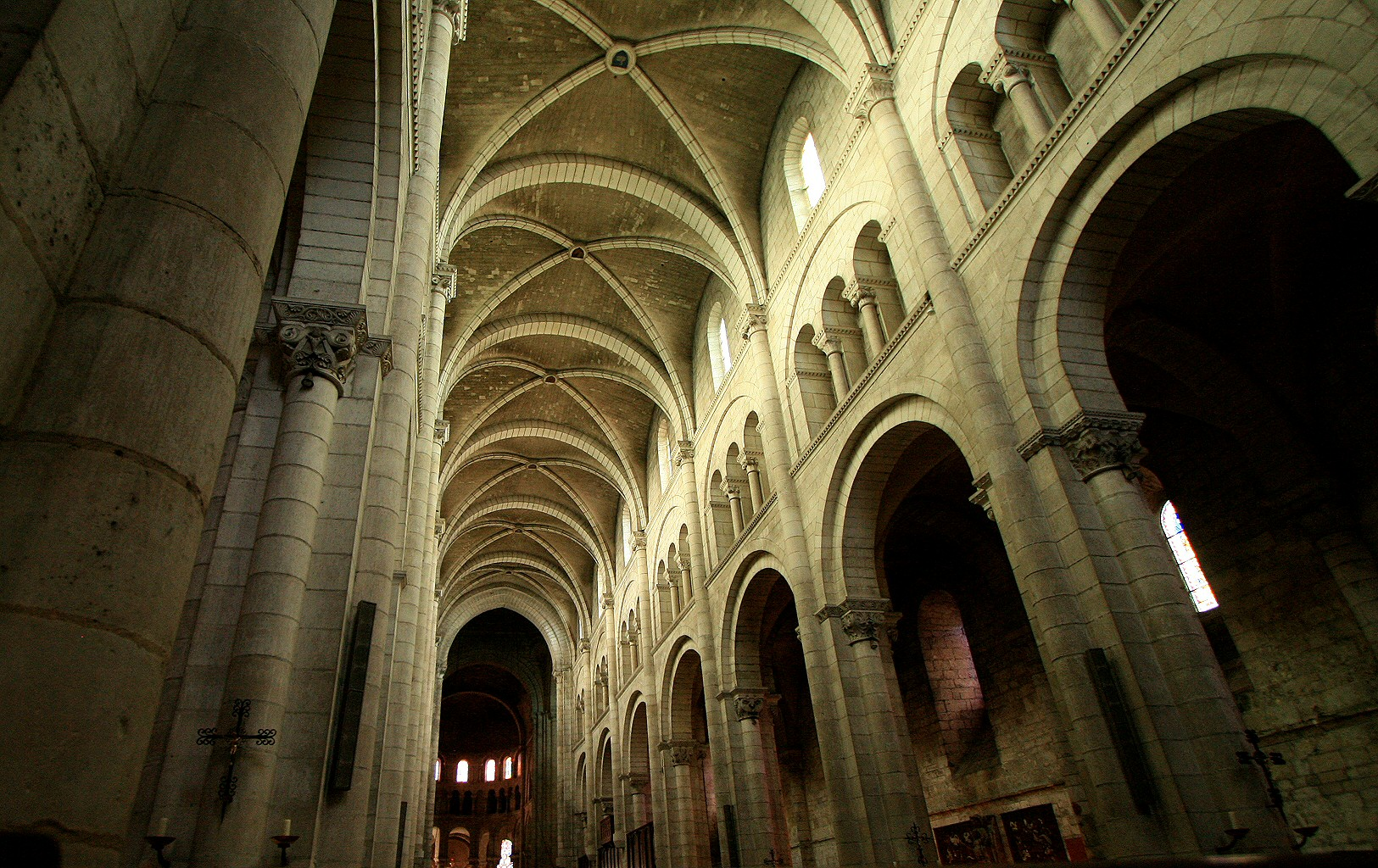
Kircheninneres

### Sonstige

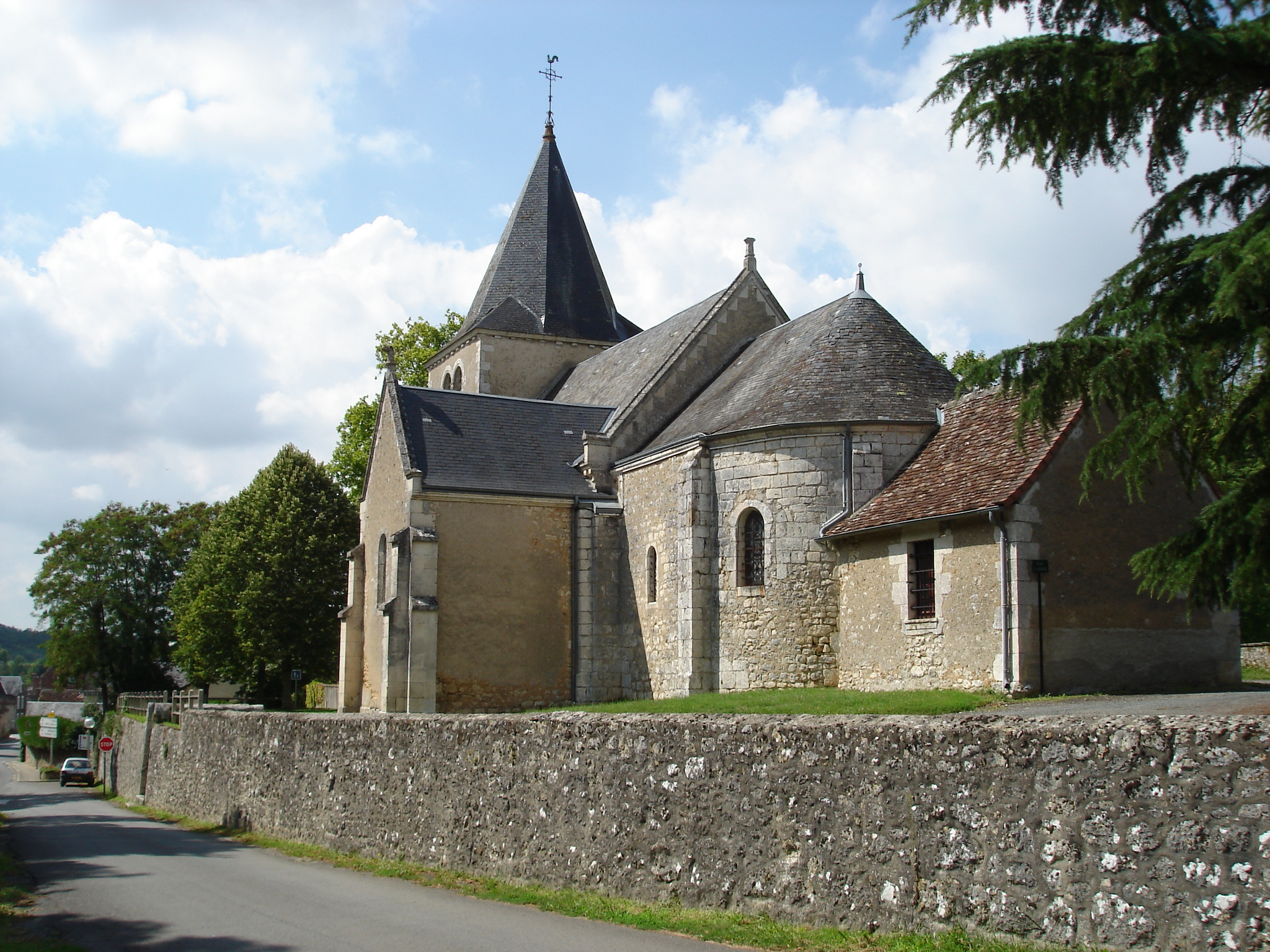
Kirche Saint-Jacques – Apsis

- Die einschiffige romanische Dorfkirche Saint-Jacques wurde wahrscheinlich von denselben Arbeitern, die an der Konstruktion der Abteikirche beteiligt waren, ebenfalls im 12., vielleicht auch im frühen 13. Jahrhundert errichtet; der Bau überzeugt durch eine einfache aber äußerst solide Bauweise. Das kapitell- und dekorlose Westportal wurde – zusammen mit dem darüber befindlichen Vierpassfenster – wahrscheinlich im 14. Jahrhundert im gotischen Stil erneuert; weitere Indizien für eine Überarbeitung des Westteils sind die zur Stabilisierung hinzugefügten eckständigen Strebepfeiler. Die Apsis zeigt im Äußeren eine Mischung von exakt behauenen und weitgehend unbearbeiteten Steinen. Die Fenster sind ins Mauerwerk eingeschnitten und verfügen über keinerlei rahmendes Dekor (Säulen, Zierfriese etc.). Das Erdgeschoss des Turms bildet eine Art Narthex. Das Kirchenschiff wird von einem gotischen Rippengewölbe überspannt; die Apsis hat noch ihr ursprüngliches romanisches Tonnengewölbe.
- In der Nähe der Abtei finden sich in den Kalksteinabhängen nahe dem Flussufer mehrere Felsüberhänge (abris), die wahrscheinlich bereits prähistorischen Jägern und Sammlern, später dann auch christlichen Einsiedlern als Unterschlupf dienten. Noch später wurden einige dieser Felsvorsprünge zu Höhlenwohnungen (maisons troglodytes) ausgebaut.
- Von einem Wanderweg am Südufer der Creuse ergeben sich reizvolle Blicke auf eine alte Wassermühle und auf die Klostergebäude.